# Inspector Gadget
Inspector Gadget ist eine Zeichentrickserie, die von einem unbeholfenen, geistesabwesenden und weltvergessenen Polizeiinspektor handelt, der mit Hilfe allerhand technischer Ausrüstung Verbrecher jagt.

## Inhalt

Der stilisierte Kopf der MAD-Katze dient als Erkennungszeichen von MAD

Inspector Gadget ist ein Cyborg mit verschiedenen Geräten, die in seinen Körper und seine Kleidung eingebaut sind – den sogenannten Gadgets. Sein Hauptgegner ist der Führer der Organisation MAD, der geheimnisvolle und stets von seiner Katze (die er „MAD-Katze“ nennt) begleitete Dr. Kralle. Dr. Kralles Pläne werden häufig auch von seinem Neffen Titus ausgeführt. Im Gegensatz dazu wird Gadget meistens von seiner cleveren Nichte Sophie unterstützt (Penny in der englischen Version), die dem tollpatschigen Inspektor mit Hilfe ihres Computer-Buchs immer wieder aus der Patsche hilft und damit dafür sorgt, dass ihr Onkel am Ende wieder über den bösen Dr. Kralle siegt. Der Hauptleidtragende von Inspector Gadgets Ungeschicklichkeiten bleibt dabei Sophies Hund Finot (Brain in der englischen Version), der ihm bei seinen Ermittlungen in Sophies Auftrag nachjagt, um ihm stets aus der Klemme helfen zu können.

## Die Gadgets
Gadget löst die meisten Funktionen mit dem Befehl „Go-Go-Gadget-o…“ aus.
- Beine/Arme/Hals: Alle diese Körperteile können wie Teleskope ausgefahren werden.
- Fernglas: Steckt in seinem Hut und senkt sich von dort über die Augen.
- Finger: Die Finger enthalten zahlreiche Werkzeuge, die er benutzen kann, indem er die Spitzen der Finger abzieht, z. B. Taschenlampe, Dietrich, Laser, Stift, Schraubendreher, Bohrmaschine, Schneekanone, Korkenzieher, Wasserpistole oder Trillerpfeife.
- Hammer: Geführt von einer mechanischen Hand aus dem Hut.
- Hände: Verschiedene mechanische Hände, die aus dem Hut kommen und dabei oft nützliche Dinge halten (Kamera, Ventilator, Dosenöffner, Sonnenblume, Segel, Lupe…).
- Handschellen: Kommen aus seinem Handgelenk.
- Hubschrauber: Ein Propeller, der aus dem Hut kommt und ihn zum Fliegen befähigt.
- Krawatte: Lässt sich als Lasso verwenden.
- Magnete: Unter den Sohlen seiner Schuhe; können alle Metallobjekte anziehen.
- Mantel: Sein Trenchcoat kann sich aufblähen und schwimmt so auf Wasser oder dämpft Stürze ab.
- Ohren: Metall-Hörmuscheln, die sein Hörvermögen verbessern.
- Rollschuhe: Befinden sich in den Sohlen der Schuhe, erweitert werden können sie durch Raketen.
- Schirm: Ein Regenschirm, der aus dem Hut kommt und als Fallschirm verwendet werden kann.
- Sirene: Eine Sirene mit Polizeilicht, die aus dem Hut auftaucht.
- Skier: Entstehen aus den Schuhsohlen.
- Sprungfedern: Seine Beine können auch durch Sprungfedern erweitert werden, die sehr hohe Sprünge und weiche Landungen ermöglichen. Eine weitere befindet sich im Hut.
- Telefon: Das sogenannte „Gadgetophon“ befindet sich in seiner Hand. Die Hörmuschel ist im Daumen, die Sprechmuschel im kleinen Finger. Ein weiteres Telefon befindet sich im Hut.
- Gasmaske: Kommt aus dem Hut und wird über das Gesicht gestülpt.
- Radar: Eine Radarschüssel die aus dem Hut ragt. Wird bei schlechter Sicht (z. B. Nebel) verwendet, um MAD-Agenten aufzuspüren.
- Notfall: Sämtliche aktiven Gadgets werden augenblicklich deaktiviert.
- Kaugummiautomat (Neue Serie): Kommt aus dem Hut (wurde nur einmal benutzt).

Seine Gadgets funktionieren nicht immer, jedoch rettet er mit ihnen meistens Sophies Leben und löst den Fall.

## Produktion und Veröffentlichung
Die Serie wurde in den Jahren 1983 bis 1986 von den Unternehmen DiC Entertainment, France 3, LBS Communications, Nelvana, Tokyo Movie Shinsha und Cuckoo’s Nest Studio produziert. Regie führten Dave Cox, Edouard David, Raymond Jafelice und Ken Stephenson. Die Musik komponierte Shuki Levy. Die Serie wurde vom 10. September 1983 bis zum 1. Februar 1986 erstmals in den USA ausgestrahlt.
Inspector Gadget wurde unter anderem ins Polnische, Französische, Koreanische und Italienische übersetzt. Die deutsche Fassung wurde erstmals ab dem 3. Januar 1988 von RTLplus gesendet. Später folgten Wiederholungen durch ProSieben, Fox Kids, Sat.1, Super RTL und ORF eins. Die ersten 12 Folgen der Serie wurden bereits im Jahr 2004 auf 4 Einzel-DVDs veröffentlicht. 2010 wurde eine 10er DVD-Box der kompletten ersten Staffel (Folgen 1 bis 65) ohne Altersbeschränkung veröffentlicht.

## Synchronsprecher
Die deutsche Synchronfassung zur Serie wurde durch die Alster Studios produziert. Synchronregie führte Wolfgang Draeger, der auch die Dialogbücher zur Serie schrieb.
| Rolle                       | Englischer Sprecher                                    | Deutscher Sprecher   |
| --------------------------- | ------------------------------------------------------ | -------------------- |
| Inspektor Gadget            | Don Adams                                              | Wolfgang Draeger     |
| Finot (Brain)               | Frank Welker                                           |                      |
| Dr. Kralle (Dr. Claw)       | Frank Welker                                           | Franz-Josef Steffens |
| M.A.D.-Katze                | Frank Welker                                           |                      |
| Sophie (Penny)              | Cree Summer (Staffel 1) Holly Berger (Staffel 2)       | Pia Werfel           |
| Chef Gontier (Chief Quimby) | Dan Hennessey (Staffel 1) Maurice LaMarche (Staffel 2) | Harald Halgardt      |
| Raffzahn (Corporel Capeman) | Townsend Coleman                                       | Lutz Mackensy        |

Die neue Auflage ab 2015 wurde von der SDI Media Germany GmbH produziert. Die Regie und das Drehbuch lag bei Mario von Jascheroff.
| Rolle            | Englischer Sprecher | Deutscher Sprecher        |
| ---------------- | ------------------- | ------------------------- |
| Inspektor Gadget | Ivan Sherry         | Uwe Büschken              |
| CHef Gontier     | Derek McGrath       | Bodo Wolf                 |
| Dr. Kralle       | Martin Roach        | Axel Lutter               |
| Wendy            | Laraine Newman      | Heide Ihlenfeld           |
| Prof. Rotoskop   | Scott McCord        | Tobias Nath               |
| Sophie           | Tara Strong         | Rubina Nath               |
| Titus            | Lyon Chioran        | Constantin von Jascheroff |

## Filme

### Realverfilmungen
Eine Adaption der Serie wurde im Jahr 1999 von Disney unter dem Titel Inspector Gadget produziert. Durch den Erfolg des Filmes wurde im Jahr 2003 eine Fortsetzung unter dem Titel Inspector Gadget 2 produziert. Hierbei verzichtete man jedoch darauf, die Schauspieler aus dem ersten Teil erneut zu verpflichten.

### Zeichentrickfilme
Bereits im Jahr 1992 wurde ein Serienspecial mit dem Titel: „Inspector Gadget rettet Weihnachten“ produziert. Aufgrund der generellen Beliebtheit der Serie produzierte DiC im Jahr 2002 den Film Inspector Gadgets letzter Fall, der das Finale der Zeichentrickserie darstellen soll. Jedoch wurden einige Neuerungen (eine 14-jährige Sophie, im Film als Penny bekannt, und auch ein sprechendes Gadgetmobil wie in den Filmen) umgesetzt.

### Computeranimierter Film
Unter dem Titel Inspektor Gadget – Mission Flugsaurier entstand im Jahr 2005 der bis dato letzte Film zur Serie. Der Film ist als eine Art Fortsetzung zu Inspector Gadgets letzter Fall anzusehen, da Penny in diesem Film bereits 16 Jahre alt ist und Gadget in diesem Fall endlich Dr. Kralle verhaften konnte.

## Ableger

### Gadget Boy
Die im Jahr 1995 produzierte Serie handelt von einem wesentlich jüngeren Inspector Gadget, und zwar dem Gadget Boy, seiner Partnerin Heather und seinem Robo-Hund G-9. Sein Gegenspieler ist Spydra, eine sechs-armige Verbrecherin, die ihr Gesicht immer hinter einer Maske versteckt. Die Serie wurde in zwei Staffeln in den USA gezeigt. Während die erste Staffel nur (Gadget Boy & Heather) davon handelt, Spydras Organisation des Schreckens zu stoppen, reist Gadget Boy in Staffel 2 (Gadget Boy’s Adventures in History) durch die Zeit, um Spyrda davon abzuhalten, die Zukunft zu verändern. In Deutschland wurden beide Staffeln unter dem Titel Gadget Boy gezeigt.

### Unterwegs mit Inspector Gadget
Im Jahr 1996 produzierte DiC eine Art Fortsetzung zur originalen Inspector-Gadget-Serie, die jedoch nicht mehr von seinen Abenteuern im Kampf gegen Dr. Kralle handelte. Stattdessen reist ein animierter Inspector Gadget in Realfilmaufnahmen an verschiedene Orte und spricht über die dort besuchten Sehenswürdigkeiten.

### Inspector Gadget
Im Jahr 2014 wurde eine neue, computeranimierte Serie veröffentlicht. In Deutschland wurde sie ab dem Jahr 2015 auf dem Privatsender Super RTL ausgestrahlt.
Die Handlung dieser Serie handelt von Inspector Gadget, der aus seinem Ruhestand zurückkehrt, da auch sein Widersacher, Dr. Kralle, wieder begonnen hat, sein Unwesen zu treiben. Das Besondere ist, dass seine Nichte Sophie bereits älter und mittlerweile Agentin in Ausbildung ist. Außerdem müssen sie auch gegen Titus, den Neffen von Dr. Kralle, kämpfen, der seinen Onkel in dessen Plänen unterstützt. Jedoch sind Sophie und Titus heimlich ineinander verliebt.

## Trivia
Im Jahr 2013 veröffentlichte Vanity Fair den Artikel „16 Real Modern Technologies Predicted by Inspector Gadget“, in dem der Autor eine Reihe von Technologien auflistet, die in der Serie bereits genutzt wurden, Jahre bevor sie in der Realität produziert wurden, darunter Laptop-Computer, Smartwatch, Digital Maps, Skype, Facetime, GPS oder Google Glass.